# Х-Мен: Еволюция
„Х-Мен: Еволюция“ (на английски: X-Men: Evolution) е американски анимационен сериал за екипа от супергерои на Марвел Комикс – Х-Мен. Анимацията е носител на три награди „Еми“. В това въплъщение някои от героите са тийнейджъри, вместо възрастни. Сериалът е излъчен в общо четири сезона (52 епизода) от 4 ноември 2000 г. до 23 октомври 2003 г. по телевизия Kids' WB и веднага се превръща в един от сериалите на телевизията с най-висок рейтинг.

## Сюжет
Внимание:  Текстът по-долу разкрива сюжета на произведението (или части от него)!

### Първи сезон
Първият сезон въвежда основните герои и поставя основите на бъдещите сюжетни линии. Циклоп (Cyclops), Професор Х (Professor X), Върколака (Wolverine), Буря (Storm) и Джийн Грей (Jean Grey) съставят оригиналните Х-Мен. С напредването на сезона към Х-Мен се присъединяват още Нощна сянка (Nightcrawler) в първия епизод, Призрачната котка (Shadowcat) във втория, Спайк (Spyke) в петия и Плевел (която в началото е част от Братството) в седмия. В по-късните епизоди от сезона, Нощната сянка разкрива самоличността на рождената си майка, Върколака открива отговори за миналото си, Плевел напуска Братството и се присъединява към Х-Мен, а полубратът на Ксавие Булдозера (Juggernaut) е освободен от затвора си.
Сблъсъците са най-вече с Братството, които си съперничат с Х-Мен за нови попълнения по време на сезона. Жабока (Toad) е първият от тях, който е представен, следван от Лавина (Avalanche), Дебелака (Blob) и Живак (Quicksilver). Братството, на пръв поглед водено от Мистик (Mystique), са всъщност командвани от по-висша сила, чиято самоличност е разкрита в двуепизодния финал на сезона като Магнито (Magneto). След като Циклоп открива, че брат му Алекс е оцелял от самолетната катастрофа, убила родителите им, те двамата са заведени от Магнито в неговото „светилище“ на Астероид М. Магнито залавя няколко от членовете на Х-Мен и Братството в опит да увеличи мутантските им способности и да премахне емоциите им. Астероид М е унищожен от Скот и Алекс Самърс, но не и преди два неидентифицирани метални обекта да излетят от експлодиращата скала.

### Втори сезон
През втория сезон са добавени няколко нови мутанти, сред които Звяр (Beast). С напредването на сезона е разкрито, че злодеите, които вероятно са загинали на Астероид М, всъщност са живи. Междувременно Саблезъб (Sabretooth) продължава да преследва Върколака, докато Магнито продължава да работи върху собствените си планове. Мистик се прави на Ристи Уайлд, ученичка в Гимназия „Бейвил“, която се сприятелява с Плевел, и влиза с взлом в имението, открадвайки файловете на Ксавие от Церебро. Използвайки файловете, тя открива Уанда Максимов, Алената вещица (Scarlet Witch), дъщеря на Магнито и сестра близначка на Живак. Психически нестабилната връхмутантка се присъединява към Братството при завръщането на Мистик, и им помага да победят Х-Мен в битка при търговския център в Бейвил. Преди финала е излъчен важен епизод с участието на телепата Хипнотизатора (Mesmero), който отваря една от трите врати, които ще пуснат мутант, познат като Апокалипсис.
Във финала на сезона, Ксавие строго тренира своите Х-Мен да се изправят срещу Магнито, като ги обединява с Братството. Циклоп, бесен задето трябва да работи с бившите си противници, напуска отбора. По-късно Имението е нагласено да се разруши с Циклоп и няколко ученици все още в него. Междувременно Магнито събира Саблезъб, Гамбит (Gambit), Пиро (Pyro) и Колос (Colossus) като своите Последователи (Acolytes) да се бият срещу отбора на Х-Мен и Братството. По същото време Върколака е заловен от Боливар Траск, който иска да го използва като тестов обект за антимутантското си оръжие, Стражът. Стражът е пуснат в града, принуждавайки Х-Мен да използват силите си публично. Уанда открива Магнито и опитва да го размаже със Стража. Когато мутантите, които не са заловени от Стража, се завръщат при останките от имението, Циклоп и учениците се появяват от експлозията невредими. Скот хвърля Ксавие от инвалидния му стол и го обвинява за взривяването на имението. Ксавие спокойно се изправя преобразявайки се в Мистик.

### Трети сезон
След битката със Стража, мутантската раса вече не е тайна. Публичната реакция е враждебност. С напредването на сезона е открит истинския Ксавие, Мистик е победена, Имението е построено наново, и Х-Мен са допуснати отново в Гимназия Бейвил. Уанда продължава да търси Магнито (който е бил спасен от сина си Живак в последната минута), но Магнито използва мутанта-телепат Умопомрачителя (Mastermind), за да промени спомените ѝ. Скот и Джийн изковават по-дълбока връзка, докато романсът между Призрачната котка и члена на Братството Лавина приключва. Освен това Спайк напуска Х-Мен, когато силите му стават неконтролируеми, и решава да живее с живеещите в каналите уродливи мутанти Морлокс (Morlocks).
Като част от сюжетната линия, Плевел губи контрол върху силите си, което води до настаняването ѝ в болница. През това време тя научава, че е осиновена дъщеря на Мистик. Мистик, чрез виденията на мутантката Съдба (Destiny), предвижда, че съдбата на Плевел и нейната собствена са в ръцете на древен мутант, който ще бъде възкресен. Завръщането на дългоочакваната сага за Апокалипсис става във финалните епизоди на сезона. Хипнотизатора манипулира Магнито да отвори втората врата и използва Мистик и Плевел да отворят последната, превръщайки Мистик в камък по време на процеса. Вече на свобода, Апокалипсис лесно побеждава обединените сили на Х-Мен, Магнито, Последователите и Братството, и след това избягва.

### Четвърти сезон
Финалният (и по-мрачен) сезон съдържа само девет епизода. В премиерата на сезона, Апокалипсис убива Магнито, а Плевел убива Мистик, като бута вкаменената ѝ фигура от една скала, оставяйки смутения ѝ син, Нощната сянка, без близки. Братството временно вършат добри дела, клонингът на Върколака – тийнейджърката Х-23 се завръща, Спайк и Морлокс се издигат на повърхността, Котката сянка открива дух-мутант, Плевел е отвлечена от Гамбит и заведена в Луизиана да му помогне да освободят баща му, а Ксавие опитва да победи злия си син. На финала Апокалипсис побеждава Ксавие и Буря, превръщайки ги заедно с Магнито и Мистик в своите Четирима Конници. Апокалипсис инструктира своите Конници да защитават четирите му купола, който ще превърнат населението на целия свят в мутанти. Във финалната битка Конниците са върнати в нормално състояние и Апокалипсис е изпратен в друго време. Плевел и Нощната сянка отхвърлят извиненията на майка си, Призрачната котка и Лавина отново откриват любовта, Магнито се събира отново с Живак и Алената вещица, също както и Буря с племенника си Спайк, и Ксавие вижда учениците си отново събрани като Х-Мен.

#### Финални моменти
Сериалът свършва с реч на Чарлс Ксавие, който е зърнал бъдещето докато е бил контролиран от Апокалипсис. Предвидени са следните бъдещи сценарии:
- Продължава анти-мутантското отношение.
- Поправилият се Магнито тренира Новите мутанти (New Mutants), включително Джубилий (Jubilee) и Вълчицата (Wolfsbane).
- Джийн Грей е обладана от Силата на Феникса и се превръща във Феникса.
- Бъдещият отбор на Х-Мен се състои от възрастни версии на Циклоп, Нощната сянка, Х-23, Ледения човек, Звяр, Призрачната котка, Плевел (която може да лети и не носи ръкавици), Буря и Колос. Униформите, в които са облечени тези бъдещи Х-Мен, много приличат на черните униформи в комикса Ultimate X-Men („Върховните Х-Мен“).
- Възрастни версии на Братството и Пиро, които се присъединяват към Щ.И.Т. (S.H.I.E.L.D.), за да основат Силата на Свободата (Freedom Force).
- Флотилия от Стражи, водени от Страж, който прилича на Страстния ловец (Nimrod).
- Последната сцена (вижте картинката най-горе) показва целия екип, който включва Х-Мен, Новите мутанти, Гамбит и Колос (бивши Последователи), допреди неутралните Бум-бум, Хавок, Ангел и Х-23, заедно със завърналите се Джубилий, Спайк и Вълчицата.

## Актьорски състав
- Дейвид Кей – Професор Х[1]
- Кърби Мороу – Циклоп[1]
- Винъс Терзо – Джийн Грей[1]
- Скот Макнийл – Върколака[1]
- Кирстен Уилямсън – Буря[1]
- Брад Суейл – Нощна сянка[1]
- Меган Кари Блек – Плевел[1]
- Маги Блу О'Хара – Призрачната котка[1]
- Нийл Денис – Спайк[1]
- Майкъл Копса – Звяр[1]
- Кристофър Джъдж – Магнито[1]
- Колийн Уийлър – Мистик[1]

## Комикси по сериала
През януари 2002 г. Марвел Комикс започва издаването на комикс „Х-Мен: Еволюция“, отчасти базиран на шоуто. Написан от Девин Грейсън и с арта на Студио XD, той е внезапно спрян след деветия брой поради ниски продажби.
Комиксът показва „Еволюция“ версията на Морлокс преди те да се появят в шоуто и техните появи и мотивации са коренно различни в двете версии. В брой 6 се появява Подражателя, който никога не се появява в шоуто.
Продължителна сюжетна линия е щяла да покаже „Evolution“ версията на Мистър Зло, но комиксът е спрян преди това да се случи. Въпреки това корицата на неиздадения брой 10 показва замисления дизайн на героя.

### Герои от „Еволюция“ в комикси и филми
Х-23, нова героиня, въведена в по-късните сезони, дебютира в комиксите в минисерията NYX, където появата ѝ е отчасти променена, за да прилича повече на Върколака. През 2005 г. тя получава своя собствена комикс поредица, озаглавена на нея. Подобно на Харли Куин от „Батман: Анимационният сериал“ или Марвелската Огнена звезда от „Спайдър-Мен и невероятните му приятели“, тя е оригинално създадена за анимационен сериал, който е превърнат в комикс канон.
Комиксът X-Statix показва афроамерикански мутант със същото кодово име и способности като Спайк (Spyke); въпреки това този „друг“ Спайк не е свързан с Буря, има много различен характер (създаден по подобие на популярните гангста рапъри) и като цяло се възприема като съвсем отделен герой. Друг подобен герой се появява в „Х-Мен: Последният сблъсък“ като кавказки член на Братството на мутантите. Той е вписан във финалните надписи като Спайк (Spike), но не е споменат по име във филма и няма реплики. Когато Върколака нахлува в горската база на Братството, Спайк е един от героите, които го атакуват.

## Награди и номинации
„Х-Мен: Еволюция“ печели наградата за Изключително постижение в редакцията на звука – екшън и анимация на 30-ите Годишни награди Еми на 16 май 2003 г. Сериалът печели и наградата „Корица на годината“ през 2004 г. за най-добре анимирана фигура на Звяр. Номиниран е за няколко награди „Златна филмова лента“, както и за друти „Еми“-та. Стивън Гордън, режисьорът на сериала, е номиниран в категорията „Продуцентски дизайн в анимационно телевизионно предаване“ за „Х-Мен: Еволюция“ на наградите „Ани“ през 2001 г.

## „Х-Мен: Еволюция“ в България
В България сериалът започва излъчване на 4 януари 2008 г. в 06:30, а разписанието му е всеки делничен ден от 06:00, като се излъчват по два епизода наведнъж. Първи сезон приключва на 14 януари. На 29 май започва повторно излъчване на първи сезон, като първи епизод е излъчен от 06:30, а разписанието му е отново всеки делничен ден по два епизода от 06:00 и завършва на 6 юни. Втори сезон започва на 9 юни със същото разписание и приключва на 19 юни. На 23 декември е излъчен епизодът „На крилете на ангела“ като част от специалните епизоди на различни сериали в коледната програма на Нова телевизия. На 8 февруари 2009 г. започват повторенията на втори сезон, като част от детската програма „Часът на Уорнър“, всяка неделя от 09:30. След края му, на 7 юни започва и трети сезон. От 16 август се излъчват по два епизода, като първият е от трети сезон, а следващият от четвърти. Последният епизод, който по ред не е последен за сезона е излъчен на 23 август и от 30 август се излъчват епизоди само от четвърти сезон, но не поред, както преди. Последният епизод на сериала е излъчен на 13 септември, като три епизода от последния сезон остават неизлъчени. На 3 октомври 2010 г. от 02:15 е излъчен премиерно първи епизод от четвърти сезон, а веднага след него е повторен и втори. Трети епизод от сезона е излъчен от 03:50. На 4 октомври след полунощ е повторен четвърти епизод, а след него е излъчен за пръв път и пети. Дублажът е на Арс Диджитал Студио, чието име се споменава в четвърти сезон. Ролите се озвучават от артистите Ани Василева, Ася Рачева, Вилма Карталска, Борис Чернев от първи до трети сезон, Камен Асенов и Васил Бинев.
На 9 януари 2010 г. започва повторно излъчване по PRO.BG, всяка събота и неделя от 09:00 по два епизода един след друг. Има случаи, когато се излъчват и по три епизода, като това става непрекъснато от 30 януари. Втори сезон завършва на 13 февруари. На 16 октомври първи сезон започва наново в 07:30, а от следващия ден разписанието му е всяка събота и неделя от 07:00 по два епизода. Дублажът е записан наново и е на Имидж Продакшън. Ролите се озвучават от артистите Таня Михайлова, Мина Костова, Станислав Пищалов, Тодор Георгиев, Камен Асенов и Живко Джуранов.
На 26 февруари 2010 г. трети сезон започва повторно излъчване по Диема Фемили с дублажа на Арс Диджитал Студио, всеки делничен ден от 07:05 и завършва на 16 март.
През януари 2011 г. започва излъчване по bTV с дублажа на Имидж Продакшън, всяка събота от 07:30 по два епизода и в неделя от 07:30 по един. Последните два епизода са излъчени на 2 април.
На 24 февруари 2013 г. започва трети сезон по bTV Action с разписание всяка събота и неделя по програма от 07:30 по три епизода с повторение в неделя и понеделник от 06:00. След него започва и четвърти сезон, като последният епизод е излъчен на 23 март. Дублажът е с артистите на Имидж Продакшън.